# Klupsko prvenstvo Hrvatske u odbojci na pijesku za žene 2008.
Klupsko prvenstvo Hrvatske u odbojci na pijesku za žene za 2008. godinu, odnosno za sezonu 2007./08.  
Igrane su: 
- 1. liga – 8 klubova; prvak "Erste Zagreb"

## Prva liga
Sudionici
- KOP Erste Zagreb – Zagreb
- KOP Jarun – Zagreb
- KOP Kajzerica – Zagreb
- KOP Novi Zagreb – Zagreb
- KOP Trešnjevka  – Zagreb
- KOP Vrapče – Zagreb
- KOP Žal – Banjole, Medulin
- KOP Žnjan  – Split

Ljestvica
| mj                                  | klub         | ut | pob | ner | por | set+ | set- | poen+ | poen- | bod |
| ----------------------------------- | ------------ | -- | --- | --- | --- | ---- | ---- | ----- | ----- | --- |
| 1.                                  | Erste Zagreb |    |     |     |     |      |      |       |       | 20  |
| 2.                                  | Jarun        |    |     |     |     |      |      |       |       | 17  |
| 3.                                  | Žal          |    |     |     |     |      |      |       |       | 14  |
| 4.                                  | Kajzerica    |    |     |     |     |      |      |       |       | 12  |
| 5.                                  | Novi Zagreb  |    |     |     |     |      |      |       |       | 8   |
| 6.                                  | Vrapče       |    |     |     |     |      |      |       |       | 6   |
|                                     |              |    |     |     |     |      |      |       |       |     |
| 7.                                  | Žnjan        |    |     |     |     |      |      |       |       | 5   |
|                                     |              |    |     |     |     |      |      |       |       |     |
| 8.                                  | Trešnjevka   |    |     |     |     |      |      |       |       |     |
|                                     |              |    |     |     |     |      |      |       |       |     |
| Trešnjevka isključena iz natjecanja |              |    |     |     |     |      |      |       |       |     |

Turniri
- 1. turnir: Zagreb, Jarun, 14. – 15. lipnja 2008.
- 2. turnir: Osijek, Copacabana, 5. – 6. srpnja 2008.[1]
- 3. turnir: Čakovec, 12. – 13. srpnja 2008.
- 4. turnir: Split, Žnjan, 9. – 10. kolovoza 2008.

## Vanjske poveznice
- hos-cvf.hr, Odbojka na pijesku
- kop-cakovec.hr  Arhivirana inačica izvorne stranice od 10. studenoga 2024. (Wayback Machine)